# It's So Easy
"It's So Easy" je skladba americké rockové skupiny Guns N' Roses. Objevila se na jejich debutovém album Appetite for Destruction (1987) a 15. června 1987 byla vydána jako vůbec jejich první singl. Ve Spojeném království byla vydána jako double A-Side se skladbou "Mr. Brownstone" a dosáhla v žebříčku UK Singles Chart 84. pozice.. Ve stejnou dobu byla vydána i v Německu. Skladby "Shadow Of Your Love" a "Move To The City", se objevily na 12-palcových vinylech singlu a byly napsány členy Guns N' Roses ještě ve skupině Hollywood Rose a později vyšly v Japonsku na EP Live from the Jungle. "Move to the City" předtím vyšla v USA roku 1986 na EP Live ?!*@ Like a Suicide a později na desce G N' R Lies.